# Población de Cerrato
Población de Cerrato – gmina w Hiszpanii, w prowincji Palencia, w Kastylii i León, o powierzchni 19,8 km². W 2011 roku gmina liczyła 119 mieszkańców.